# El Molino (La Guajira)
El Molino es un municipio de Colombia, en el sur departamento de La Guajira, al noreste del país. Limita al norte con el municipio de San Juan del Cesar; al sur, con el municipio de Villanueva; al este, con la República de Venezuela; y al oeste, con el municipio de San Juan del Cesar

## Historia
El Molino no tuvo propiamente una fundación solemne que conste en acta oficial y tal circunstancia explica la razón por la cual no existe un consenso de historiadores acerca de la fecha exacta del suceso, dadas las pocas noticias encontradas de la época, pero la mayoría de los escritores coinciden en que su doblamiento tuvo ocurrencia entre 1609 y 1611, por orden del Gobernador de Santa Marta, don Diego Fernández de Argote y Córdoba. La tradición oral ha señalado como legítimo fundador al licenciado español don Pedro Beltrán Valdez, quien, luego de haberse desempeñado como su encomendero, se atribuyó los méritos fundacionales logrados un 18 de octubre años atrás. Los primeros expedicionarios que se adentraron por estas tierras fueron el alemán Ambossio Alfinger y el capitán Francisco de Quindós y Montserrat, acompañados del capitán español Fernando de Córdoba, en el año 1531. Más tarde entró la Misión Dominica de San Luis Beltrán para la propagación de la fe católica, en 1565.
Durante la Colonia se estableció en este lugar la familia española Espinosa de los Monteros, de la cual era miembro distinguido don Bruno Espinosa de los Monteros, dueño de la primera imprenta de Colombia en la que se editaron “Los Derechos del Hombre”, traducidos por Antonio Nariño, Precursor de la Independencia. Este poblado ha sido teatro de importantes acontecimientos y está reconocido como escenario de históricos sucesos: aquí se dio “La Batalla del Sardá” por la libertad de Colombia. En el plan de reconquista, el día 12 de marzo de 1823, El Molino fue declarado capital de Virreinato por decisión de las Fuerzas Reales que, luego de derrotar al ejército de Sánchez de Lima, con la protección del Gobernador de Maracaibo, partieron de Villa del Rosario (Venezuela) y entraron para ocupar la plaza del pueblo, donde se leyó un bando por el cual se restablecía el gobierno español. El Molino, no obstante, ha sido vigía y brújula de nuestra soberanía nacional, actualmente es una urbe de rica tradición histórica asentada en el piedemonte perijanero colombiano donde se alberga amor de patria. Sobre las colinas que se levantan al oriente de este poblado, asciende un sendero histórico denominado “Camino Real de los españoles” que conduce a la línea divisoria colombo-venezolana en las crestas onduladas de las montañas vecinas. 
La historia reconoce las ventajas estratégico-militares de esta ruta, producto de la mano histórica del hombre, y que ha estado íntimamente ligada con la lucha emancipadora o con el periodo inicial republicano, pero el progresivo abandono ha provocado que la naturaleza borre las huellas de los ejércitos y el bosque invada el pasado corredor de transeúntes, aborígenes, misiones y expediciones de conquistadores. “Ahora solo existe el extraño silencio de la selva, mientras la ancha empedrada se esconde en la sierra inhóspita”, escribe un poeta e historiador molinero. Municipio de El Molino
Creado en 1989 por razones de conveniencia nacional. El Molino ostenta hoy la condición de Unidad Especial de Desarrollo Fronterizo en la zona limítrofe con Venezuela; es por demás destino turístico que cuenta con una Ermita Colonial, con el rostro de su paso por el tiempo, que marca vestigios de antigüedad y la cual fue declarada Monumento Nacional.Todo lo que hay en el pueblo está expresado en lo que sus moradores han sido capaces de sentir y de crear, desde luego la comunidad molinera clama por la atención del Gobierno nacional y da por descontado que el honorable Congreso acoja la presente iniciativa, digna de estímulo y apoyo.

## Geografía
El Municipio de El Molino, está localizado en la parte Sur del Departamento de La Guajira, sobre las llanuras centrales, entre la Serranía del Perijá y la Sierra Nevada de Santa Marta.
Tiene una extensión de 190 km², más un área concedida por la Asamblea Departamental, en la Ordenanza n.º 039 del 2001, la cual le pertenecía al Municipio de San Juan del Cesar, en cumplimiento de la voluntad popular expresada por los moradores de la región, a través de la Consulta Popular. Sus coordenadas geográficas son: Latitud Este 73°, Longitud Norte 11° 30’ y una Altura de 240 m s. n. m.; limita al noroccidente, con el Municipio de San Juan del Cesar, al sur con el Municipio de Villanueva y al oriente con la República de Venezuela.
El Municipio por poseer diferentes áreas topográficas, cuenta con climas cálidos templados y fríos, variando su temperatura entre 16 °C y 34 °C, según la altura sobre el nivel del mar.
El río El Molino es la fuente principal de agua, el cual nace en la Serranía del Perijá y desemboca en el río Cesar.
Según datos suministrados por la red de solidaridad social, el municipio de El Molino, cuenta con una población de 8338 habitantes, de los cuales, 5767 pertenecen al casco Urbano y 2455 habitantes, al área Rural.
Límites del municipio: al norte con el Municipio de San Juan del Cesar; al sur, con el Municipio de Villanueva; al este, con la República de Venezuela; y al oeste, con el Municipio de San Juan del Cesar.
Extensión total:190 km²
Extensión área urbana:1.5 km²
Extensión área rural:188.5 km²
Altitud de la cabecera municipal (metros sobre el nivel del mar): Altura de 240 m s. n. m.
Temperatura media: Al poseer diferentes áreas topográficas, el municipio cuenta con climas cálidos templados y fríos, variando su temperatura entre 12 °C y 36 °C, según la altura sobre el nivel del mar.
Distancia de referencia: 150 km de Riohacha.

## Ecología
Climatología: La información relacionada en este tema, corresponde a una extrapolación general de características climáticas que registra la Estación La Paulina, del IDEAM, la más cercana al municipio.
Temperatura: Las isotermas correspondientes al Municipio de El Molino registran temperaturas 12 °C en la parte montañosa y de 27 °C a 36 °C en la parte plana, donde presenta un clima cálido y seco característico del Litoral Atlántico y en especial del sur del Departamento de la Guajira.
Precipitación: El régimen de lluvias por lo general es muy discontinuo, siendo períodos más lluviosos los meses de mayo y junio para el primer semestre de cada año y en el segundo período del año los meses de agosto hasta noviembre.
Los promedios anuales de la precipitación sólo llegan de 800 a 1000 mm, en el sector plano. Para la parte montañosa que es bastante reducida, no aumenta mucho el régimen pluvial. La humedad relativa es baja (de 68% – 72%).
Un fenómeno particular que se presenta con la climatología del lugar, es que en los períodos de lluvia se presentan granizadas muy perjudiciales para los cultivos.
Vientos
En la época seca los vientos que soplan son los vientos alisios del noreste con velocidades de 5 a 10 Kilómetros por hora. Cuando comienzan a soplar los vientos alisios, la intensidad o brillo solar es más fuerte, porque toda formación de nube es arrastrada por las fuertes brisas, ocasionando la prolongación de las lluvias.

## Personajes
- Álvaro Montero, futbolista profesional. Habitualmente convocado en la Selección de fútbol de Colombia.